# 九澳村

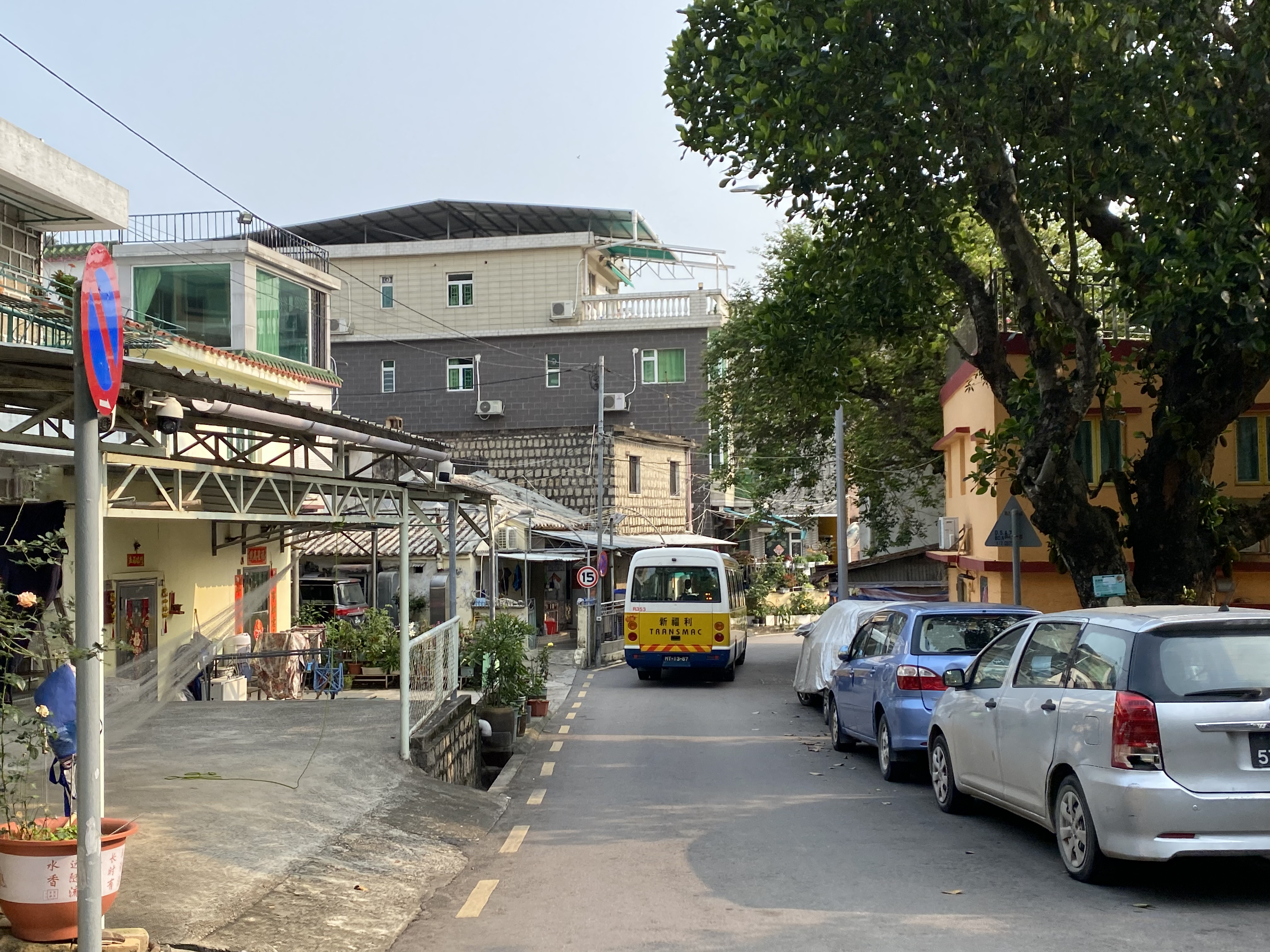
九澳村

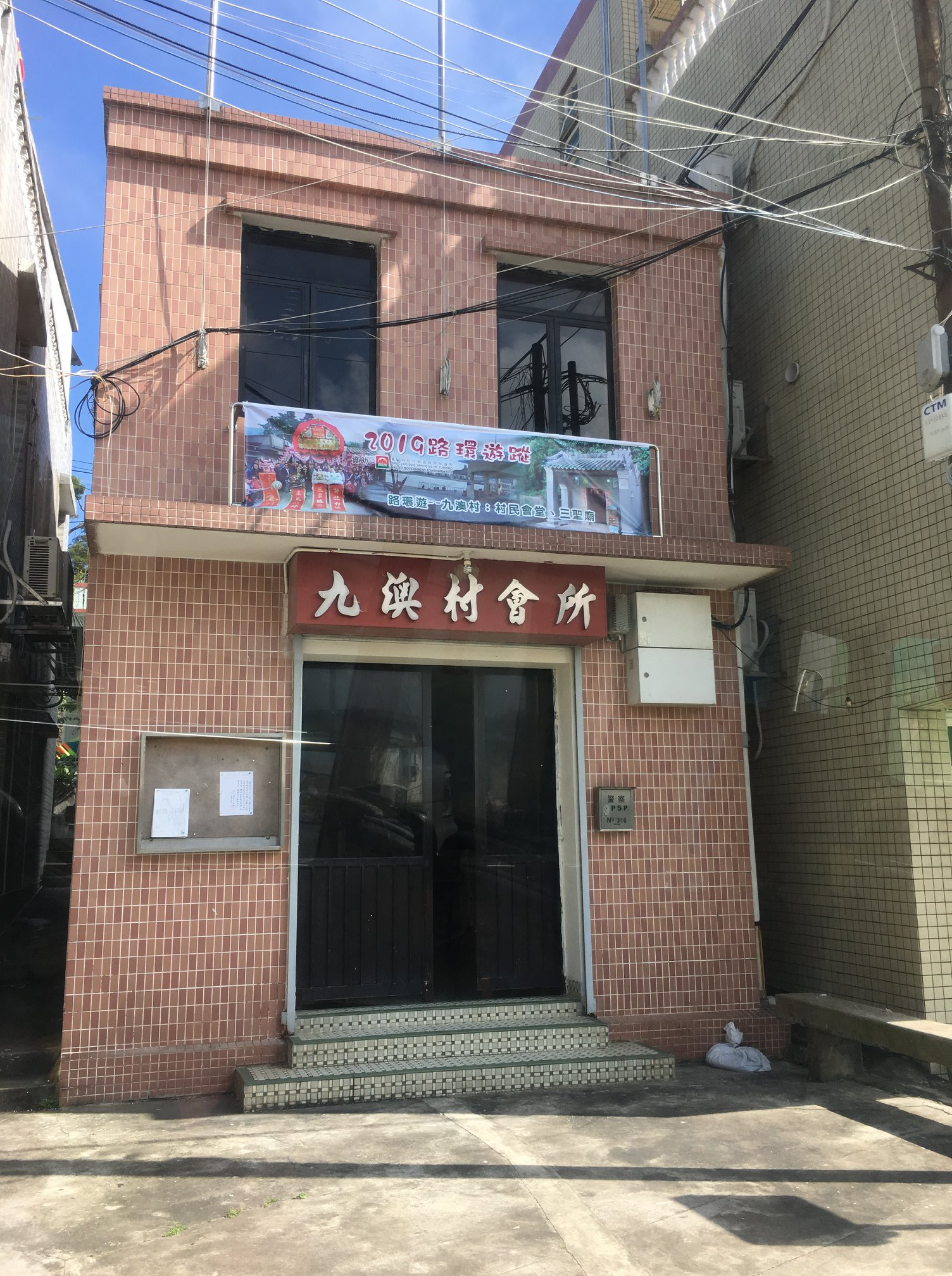
九澳村會所

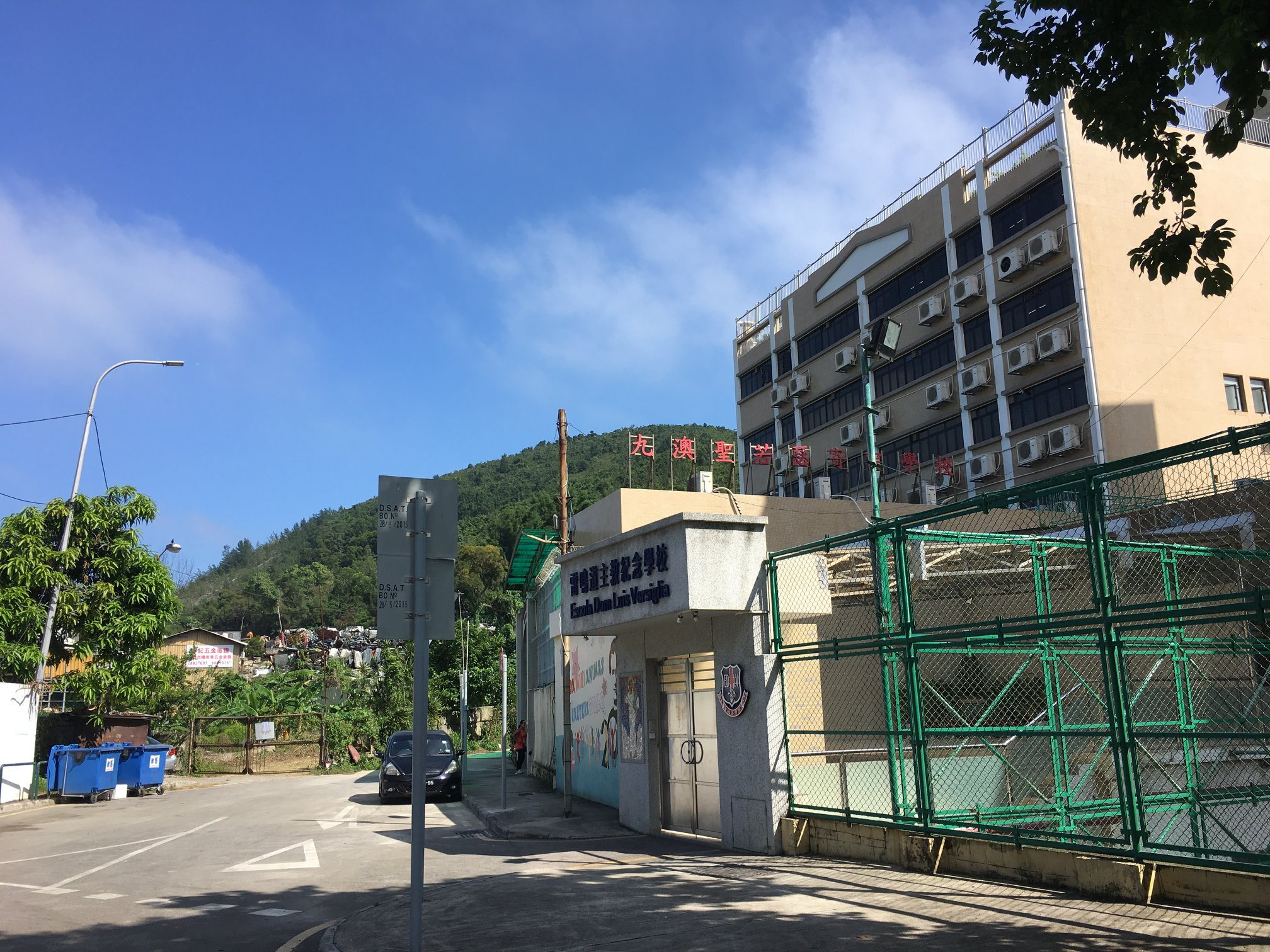
九澳聖若瑟學校

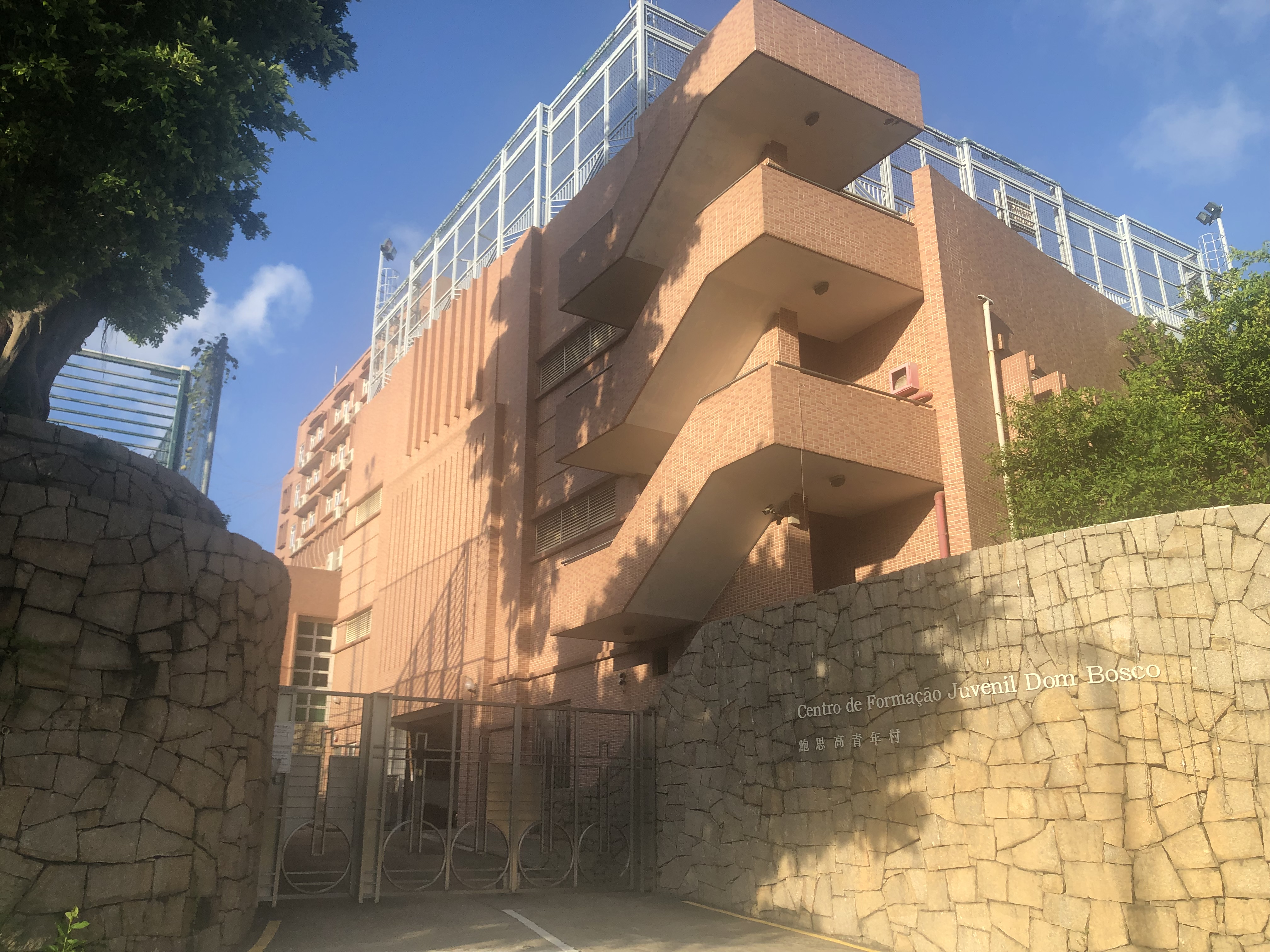
鮑思高青年村

九澳村（葡萄牙語：Povoação de Ká Hó）是位處於澳門離島路環東北部的古老村落，比黑沙村大，大部分原住村民為客家人。因與市區隔絕，村民逐漸減少，村的北面為九澳灣。

## 路環慘案
1910年，九澳村發生路環慘案。7月初，18名新寧縣學童在路環被海盜綁架，鄉民稟告兩廣總督袁樹勛，袁因路環屬澳葡政府管轄，不能派兵前往緝拿。7月中澳督馬葵士派遣兩支部隊進攻，由於海盜頑抗，葡兵被擊斃數人，炮台亦被佔領。澳督聞訊後增派一炮兵部隊共106人支援，惟仍不敵匪徒，死傷多人。隨後調集水陸各軍全力進攻，路環各村民因被海盜挾持，致被炮擊引致死傷。7月18日晚，大批海盜在暴風雨下乘船逃走，多人遇海難喪生。7月19日，葡軍圍堵路環九澳並登陸，縱火焚燒九澳村，村民數百家家毀人亡。有一艘逃難的村民船，被葡軍追逐擊沉，船上38人全部喪生。葡軍最後救出18名人質，另有40餘名海盜被生擒。9月，治安警察局審理案件，判處8名海盜流放非洲做苦力28年。路環慘案發生後，村民因不滿葡方除擊斃海盜外亦誤殺村民，紛紛要求政府廢除條約收回澳門。清政府鑒於群眾強烈要求，派駐法國大使劉式訓赴里斯本，再次提出劃界談判問題，但此事最後不了了之。

## 著名地點

### 公共設施
- 九澳聖若瑟學校
- 雷鳴道主教紀念學校
- 鮑思高青年村

### 教堂
- 九澳七苦聖母小堂

### 廟宇
- 三聖廟
- 九澳觀音廟

## 交通
- 九澳村是澳門所有巴士路線中最偏僻的目的地，1977年開始才開始有固定巴士前往九澳；至2016年2月3日前，只有新福利經營的15路線。

- 2011年8月1日前，15路線的班次為75分鐘一班，澳門街坊總會氹仔社區中心工作人員曾批評，該線作為唯一連接九澳的巴士路線，但班次極疏、且末班車僅到黃昏六時，後令居於九澳村的長者長年困守九澳，令日常生活變得單調枯燥，嚴重影響生活質素[1]。

- 後因澳門巴士專營權變動，自2011年8月1日開始，15路線改為新福利營運，班次已改為30-35分鐘一班。另外，為方便往返九澳油庫上下班的居民，在2016年2月3日起，澳巴21A路線也延長至九澳油庫[2]，令九澳村全日由早上至凌晨均有巴士直達，九澳村已不是「孤島」。[3]

- 由於只有21A路線來往，九澳康復醫院啟用及九澳聖母村完成活化翻新開放後，對暫住該醫院之病人與家屬而言，交通十分不便[4]。尤其是2020年起，隨着九澳聖母村活化工程項目開展，區內人流上升，周邊配套設施不足問題漸顯現；加上作為澳人食住遊的活動場地之一，令九澳聖母村知名度增加，在周未及假日吸引市民和旅客前往。但由於附近欠缺大型公共停車場，而且現場泊車位有限，駕駛者只能把車輛停泊在九澳康復醫院路邊，或對出馬路兩旁，十分不便[5]。有離島社區服務咨詢委員會委員於2021年3月提出將15路線延伸至九澳聖母村周邊及研究增設石排灣至九澳的路環區循環專線或周末特班巴士線[6]。

- 澳門立法會直選議員林宇滔及李靜儀分別於2023年10月及2024年1月對九澳聖母村及九澳康復醫院公共交通問題提出書面質詢，分別建議當局開辦途經九澳隧道連接至九澳聖母村及九澳康復醫院的巴士路線[7]；而李靜儀的書面質詢更登上《澳門日報》的2024年1月11日頭版報道，21A路線路程長、覆蓋站點多、區域大，行經路程長導致在日間或假期等繁忙時段經常出現乘客逼爆車廂的現象，對經常前往九澳社會服務設施的家屬造成不便；另引述居民反映，若遇塞車高峰，由澳門出發來回車程需近三小時。[8][9] 交通事務局局長林衍新於2023年11月下旬回覆直選議員林宇滔的書面質詢時表示，當局曾與九澳康復醫院共同研究優化周邊的交通措施，並協調巴士公司容許乘坐21A路線前往九澳康復醫院或九澳聖母村；[10]最終交通事務局於同年1月15日起增設15S1路線，讓乘客於石排灣公屋群內轉乘該線出入九澳聖母村及九澳康復醫院。[11]